# روبر شارپونتیه
روبر شارپونتیه (به فرانسوی: Robert Charpentier) ورزشکار مرد رشتهٔ دوچرخه‌سواری اهل کشور فرانسه است. وی در بین سال‌های ‎۱۹۳۶ میلادی در مسابقات بازی‌های المپیک تابستانی در مجموع ۳ مدال طلا را کسب کرد.